# 强学报
《强学报》是上海强学会分会的机关报，于1896年1月12日（光绪二十一年十一月二十八日）由康有为在上海创办。从创刊到停刊，《强学报》正式发布仅两期，故被称为一份铅字排印的五日刊（两期相隔五日）。1896年1月20日（光绪二十一年十二月初六）强学会遭查封，《强学报》被迫停刊。该报倡导维新变法，由康有为学生徐勤、何树龄主编，上海强学会书局铅印，向社会免费赠阅。

## 历史

### 背景

#### 维新派改良运动
维新派的政治改良运动，在19世纪九十年代发展到了高潮，1895年以康有为为首的改良派们开始建立起了他们的政治团体，以办学会和办报为主要政治活动。1895年5月起，康有为和他的学生梁启超着手在北京筹备办报。他们非常重视报刊在开展他们的维新运动方面的宣传组织作用。在给汪康年的信中，梁启超写道：“此间亦欲开学会，颇有应者，然其数甚微，度欲开会，非有报馆不可。报馆之议论既浸渍于人心，则风气之成不通矣”（《梁任公先生年谱长编初稿》页43）。在报纸的筹备过程中，北京的许多维新派官员，也都极力赞助。曾经在自己的著作中鼓吹变法自强的户部郎中陈炽，就是其中的一个。他认为“办事有先后，当以报先通其耳目，而后可举会”（转引自《康南海自编年谱》）。创办报纸开展变法维新的宣传，已经成为维新党人当前最迫切的任务。

#### 《中外纪闻》
1895年8月17日，筹备了多时的改良派机关报《中外纪闻》在北京创刊，由梁启超和康有为的另一个学生麦孟华编辑。该报的出版以及关于国外时事和变法维新思想的报道和宣传，使不少官员和士大夫知识分子“识议一变”，“渐知新法之益”，为改良派政治团体的建立和改良运动的进一步开展创造了有利的条件。

#### 强学会
在《中外纪闻》的极力鼓吹和康、梁等维新派首领的奔走游说下，1895年8月，在北京正式成立了维新派的第一个学会组织——强学会。这是改良派在国内建立的第一个政治团体。强学会在章程中给自己规定了几项任务，其中之一就是“刊布报纸”，对广大的士大夫知识分子进行维新变法的宣传。而《中外纪闻》在北京强学会成立后，转为该会的正式机关报，继续进行变法维新思想的宣传。
当北京的顽固保守势力开始攻击维新派和《中外纪闻》的时候，有人劝康有为暂时走避。康有为考虑到京师强学会已粗具规模，而南方还有待宣传和发动，于是便离开北京。1895年11月，康有为抵达上海。同年12月，在黄遵宪、陈三立等维新党人的协助下创设了强学会上海分会。以上海为基地，广泛吸收会员，并积极筹办报纸，在南方开展宣传工作。

### 创刊
“刊布报纸”是上海强学会“最重要四事”之一，康有为也自称“急欲办报”，并电调学生徐勤、何树龄由广东来上海办报。徐、何二人于十一月前即到上海，这时汪康年尚未到达上海，因此他们所办的《强学报》主要反映的是以康有为为代表的改良派的观点。
光绪二十一年十一月二十八日(1896年1月12日)，强学会上海分会主办的报纸《强学报》创刊，这是改良派继《中外纪闻》之后创办的另一份机关报纸。该报由徐勤、何树龄主编，上海强学分会书局（上海跑马场西首王家沙一号）发行，铅字排印，竹纸印刷，装订成册，派送赠阅而不收费。《强学报》创刊号共八叶，载办报宗旨“广人才，保疆土，助变法，增学问，除舞弊，达民隐”（《强学报》第一号）并发表了康有为亲自撰写的《上海强学会序》及《上海强学会章程》等文件。
在创刊号刊载的《上海强学会序》中，康有为慷慨激昂地分析了当时的形势，指出中国受侮于列强，如“象、驼、牛、马之受槛、絷、封、割”，这是由于本身的“愚弱”。要改变这种“愚弱”的状态，就必须变法“自强”。要变法“自强”，先须学习、研讨“中国自强之学”和“开会”、“合群”，组成团体、政党，即所谓“学则智，群则强”。他还号召国内“通仁志士”踊跃加入他们的“学会”，“群人共学”，以共同挽救国家的危亡。

### 办报
《强学报》共出三号，实际出版两号。使用孔子纪年，乃仿效基督教用基督诞生纪年。这是“康学”的主要特征之一，在《强学报》上表现出有立孔教的政治企图，欲“托古改制”。如创刊号署“孔子卒后二千三百七十三年、光绪二十一年十一月二十八日”（《强学报》第一号首页）。
第一号刊首载《本局告白》：“启者：现当开创之始，专以发明强学之意为主。派送各处，不取分文，一月以后，乃收报费。欲阅者到上海王家沙第一间挂号即得。至于时事新闻，因限于篇幅，不及多载，埃将来乃陆续录之，非敢略也，识者谅焉。”次录“上谕”，继载“论说”，有《开设报馆议》、《孔子纪年叙》、《论会即荀子群学之义》三篇。次列学会文件，载《京师强学会序》、《上海强学会序》、《上海强学会章程》、《上海强学会后序》。
第二号刊于光绪二十一年十二月初三日（1896年1月17日）出版，也是《强学报》正式发行的最后一号刊物。全刊共四叶七版，载论文四篇，即《毁淫祠以尊孔子议》、《变法当知本源说》、《论回部诸国何以削弱》和《欲正人心先修法度说》。
第三号刊当时已刊印，应于光绪二十一年十二月初八（1896年1月22日）出版，但因收到学会查封的电令而未派发。
在《申报》光绪二十二年三月十一日的《强学会收支清单》中有：
```
   “支本局第一号报纸二千五百张，洋十九元一角；
   “支本局第二号报纸一千张，洋七元六角；
   “支本局第三号报纸一千张，洋七元。”
```

这是上海强学会停办后, 清点财产、移交汪康年时的清单，共列《强学报》三号，证实《强学报》共出三号。

### 停刊
当时封建顽固势力的力量还非常强大，强学会的《中外纪闻》和《强学报》出版后即遭顽固派的破坏和抵制。顽固派官僚如大学士徐桐、御史褚成博、杨崇伊等，都纷起劾奏，指责强学会及其所办报纸“植党营私”，要求查禁。洋务派官僚两江总督张之洞也指责康有为“并不公商，遽先刊报”（《中东战纪本末》卷八），迫令《强学报》立即停办。
光绪二十一年十二月初六（1896年1月20日），御史杨崇伊以“私人堂会，将开处士横议之风”上奏慈禧太后。光绪皇帝在慈禧太后的压制下，下令封闭强学会，并查禁所有活动。至此，《中外纪闻》和《强学报》停刊。《申报》于1896年1月26日登《强学停报》的报道。《强学报》自1896年1月12日创刊到1896年1月17日出最后一刊，共计两刊，相隔五日，也被称为五日刊。但也有学者称《强学报》的停刊日期应定为第三号出版日，也就是光绪二十一年十二月初八（1896年1月22日）左右，即便第三号未正式发行。

## 主要内容及思想
《上海强学会章程》中载《强学报》内容“专录中国时务，兼译外洋新闻，凡于学术治术有关切要者，巨细毕登”。此外，《强学报》同强学会另一份机关报《中外纪闻》相比，政治色彩更鲜明，影响更深远。主要以论说为主要内容，同时刊录“廷寄”，倡导维新变法，提出“开议院”的政治主张。

### 刊录“廷寄”
《强学报》刊录当时未经公开的“廷寄”，即清廷公文，并加上跋语，阐明变法的必要性。创刊号就刊录光绪二十一年闰五月二十七日“因时制宜”，“镯除积习，力行实政”的上谕，末载“附论”，赞扬它是“三百年之特诏”，以之为“中国自强之基，臣民讲求时事之本”。用以发挥维新之要，变法之宜。此举引发张之洞等人的不满。

### 倡导维新变法
《强学报》除刊载《强学会序》、《上海强学会章程》外，又载《论会即荀子群学之义》和《开设报馆议》两文，倡导维新变法。该报宣传开设学会和创办报刊的重要性，认为西方资本主义国家之所以强盛，都与开会办报有关。创办报刊是学会的首要任务，组织学会又赖报纸的配合榆扬。两者是相互依联的。组织学会，可以联结一些地主阶级出身的知识分子和官僚进而议政，而创办报刊又可利用这个宣传阵地浸溃舆论。这是康有为等改良派在维新运动时期首先注目的两件大事。

### 主张“开议院”
《强学报》第二号中的《变法当知本源说》提出了开议院的政治主张。文章认为，科技制度锢蔽才智，以致“世变日亚，上下无才”，应该学习西方资本主义国家的“学杖兴而积习变”，明确提出要“明定国是”、开设议院。说“向使中国咯然改图，士风一变，国是既定，然后开议院，立议员，以通上下之情重官体，疏官阶，以正吏治之弊。纲举目张，风行草傻，余事何足为哉”。《变法当知本源说》是公开在报刊上论及议院最早的文章。

## 影响
《强学报》虽正式出版仅二号，但它对维新运动的推动却起到很大的作用。它力言科举、法制的积弊，倡导维新变法的必要，并首次在报刊中提出了开设议院“以通下情”的政治主张，表达了改良派企图在不触犯地主阶级根本权利的基础上求得一些发展资本主义条件的愿望。
强学会及其所办报《强学报》和《中外纪闻》的创立，标志着酝酿了几十年的改良主义思潮，已由启蒙宣传，逐渐转变为在上层社会中进行的有组织的政治活动。以康有为为主的维新派通过办报宣传自己的政治主张，建立自己的政治团体，这在中国新闻史上实属创举，并极大地推动了政治改良运动的发展。此后，我国的政党、政治团体都把办报作为政治斗争的重要工具。在这一阶段的办报活动中，改良派培养和锻炼了一批报刊宣传活动家，其中不少人成为以后出版的维新派报刊的骨干力量，如1896年创办的《时务报》的主笔梁启超。《强学报》为今后维新派的报刊宣传活动全面开展打下了良好的基础。